# Håkan Håkansson (idéhistoriker)
Håkan Håkansson, född 1969, är en svensk idéhistoriker, biblioteksman och författare.

## Karriär
Håkansson, som är docent i idé och lärdomshistoria, har forskat främst om 1500- och 1600-talens vetenskapliga och religiösa föreställningsvärld. Han har tidigare varit verksam vid bland annat The Warburg Institute i London och som forskare inom "World View Network", ett EU-finansierat vetenskapshistoriskt samarbetsprojekt mellan England, Italien, Polen, Sverige och Tjeckien. Sedan våren 2013 arbetar han främst på Universitetsbiblioteket i Lund och 2014 blev han verksamhetsansvarig för handskrifter och specialsamlingar där.

## Priser och utmärkelser
2001 belönades hans avhandling Seeing the Word: John Dee and Renaissance Occultism med Cliopriset. 
2014 var han nominerad till Augustpriset i kategorin Årets fackbok för boken Vid tidens ände med motiveringen: "En svart och tegelstenstung bok vars innehåll dock är betydligt lättare och mer tillgängligt än det yttre låter antyda. Möt en begåvad mångsysslare, bibliotekarie och kulturman i centrum av ett Sverige som stormakt. En förunderlig och unikt välskriven historia om ett till synes avlägset land, fullt av domedagssekter, ockultism, häxeri, svält och pest. Vid tidens ände möts vidskepelse och lärdom, skönhet och fasansfullt lidande."  Håkansson belönades 2015 med Axel Hirschs pris av Svenska Akademien, och Lotten von Kraemers pris av Samfundet De Nio.

### Böcker
- Håkansson, H. (2014). Vid tidens ände: om stormaktstidens vidunderliga drömvärld och en profet vid dess yttersta rand. Makadam Förlag.
- Håkansson, H. (2001). Seeing the Word : John Dee and Renaissance Occultism. Ugglan, Minervaserien, 2. Department of Cultural Sciences, Biskopsgatan 7, S-223 62 Lund, SWEDEN. Doktorsavhandling.

### Redaktörskap
- Håkansson, H., Nilsson Nylander, E. & Dal, B. (2007). (Red.) Här får intet arbete utföras. Universitetsbiblioteket 100 år på Helgonabacken. Universitetsbiblioteket, Lunds universitet.
- Håkansson, H. (2006). (Red.) Att låta själen flyga mellan himlens tinnar: Tycho Brahe och renässansen. Atlantis.
- Christensson, J. & Håkansson, H. (1997). (Red.) Att gestalta historien. Ugglan, 8.